# Мгеладзе Іларіон Віссаріонович
Іларіон Віссаріонович Мгеладзе (псевдонім — Ілля Вардін) (1 січня 1890, село Акеті Ланчхутського повіту Тифліської губернії, тепер Ланчхутський муніципалітет, Грузія — розстріляний 27 липня 1941, Російська Федерація) — радянський партійний діяч, журналіст і публіцист.

## Життєпис
Народився в селянській родині. П'ять років навчався в початковій сільській школі. Працював продавцем книжкового кіоску, сторожем та експедитором газет «Грігалі» та «Дро» в місті Тифлісі.
Член РСДРП(б) з березня 1906 року.
Брав активну участь у революційних подіях 1906 року на Кавказі, вів нелегальну партійну роботу в Тифлісі, Сухумі, Кутаїсі та Баку. У листопаді 1906 року заарештований, до 1907 року перебував у в'язниці Тифліса. З 1907 по 1908 рік — член Сухумського комітету РСДРП. У 1907—1908 роках — редактор нелегальної газети РСДРП «Тифлисский пролетарий», член редакції журналу «Могзаурі». У травні 1908 року заарештований, до 1909 року перебував у в'язниці Сухума.
У 1909—1910 роках — член фінансової комісії нелегального Тифліського комітету РСДРП, учасник створення нелегальної типографії в Тифлісі. У 1910—1911 роках — член міського районного комітету Тифліса, секретар профспілки механічних робітників, співробітник газети «Баку» та агітатор Бакинського міського комітету РСДРП. У вересні 1911 року заарештований, до 1912 року перебував у в'язниці Баку. Після виходу із в'язниці продовжив нелегальну революційну діяльність. У грудні 1912 року знову заарештований, до 1913 року перебував у бакинській в'язниці. Вироком суду висланий на 5 років за межі Кавказу до міста Саратова.
З 1913 по 1914 рік вів революційну роботу в Саратові та Вольську. У квітні 1914 року нелегально переїхав до Санкт-Петербургу. З травня по серпень 1914 року — редактор журналу «Вестник прикажчика» в Санкт-Петербурзі. У серпні 1914 року заарештований та висланий до Саратова. З вересня по грудень 1914 року працював у нелегальній Саратовській організації РСДРП(б). У грудні 1914 року висланий із Саратовської губернії.
З січня по лютий 1915 року вів нелегальну роботу в Харкові. У лютому 1915 року заарештований і засланий на три роки до Єнісейської губернії. До лютого 1917 року відбував заслання в місті Єнісейську. У лютому — квітні 1917 року — член редакції газети «Красноярский рабочий».
У квітні 1917 року переїхав до Саратова. З квітня по серпень 1917 року був редактором саратовської газети «Соціал-демократ» та членом бюро Саратовського губернського комітету РСДРП(б). Одночасно був обраний гласним Саратовської міської думи.
З серпня по жовтень 1917 року — співробітник та помічник секретаря редакції газети «Рабочий путь» («Правда») у Петрограді. З жовтня по листопад 1917 року — член редакції газети «Рабочий путь» у Петрограді. З 27 жовтня (9 листопада) 1917 по 1918 рік — член редакції газети «Правда» у Петрограді. У жовтні — листопаді 1917 року — завідувач інформаційного відділу Петроградського військово-революційного комітету.
У листопаді 1917 — 1918 року — завідувач бюро преси Ради народних комісарів РРФСР.
У 1918 році відряджений до міста Саратова. До квітня 1918 року — член Саратовського губернського комітету РКП(б), заступник голови Саратовського міськвиконкому, редактор газети «Известия Саратовского Совета».
З квітня по травень 1918 року — член президії Північного обласного комітету РКП(б) у Петрограді. У період обговорення Брестського миру належав до «лівих комуністів». Одночасно, в квітні — травні 1918 року — завідувач підвідділу політпросвіту відділу формувань штабу Червоної армії. У квітні — серпні 1918 року — завідувач політпросвітнього відділу Петроградського військового округу.
З 19 серпня по вересень 1918 року — член (голова?) Костромського губернського революційного комітету.
У 1918—1919 роках — член бюро Петроградського комітету РКП(б), член виконавчого комітету Петроградської ради, редактор петроградської газети «Вооруженный народ».
У 1919 році — відповідальний редактор газети «Красная армия» в Москві, відповідальний редактор московської газети «Коммунар», член бюро Московського комітету РКП(б). З 1919 по 1920 рік — член редакції газети «Известия ВЦВК», член редакції газети «Правда».
У лютому — 7 травня 1920 року — відповідальний редактор газети «Коммунист» в Києві.
У квітні — травні 1920 року — член бюро Київського губернського комітету КП(б)У. З 27 квітня по 6 травня 1920 року — заступник голови Київського губернського революційного комітету, завідувач відділу управління Київської губернії, в.о. голови Київського губернського комітету КП(б)У.
У травні 1920—1921 роках — завідувач політичного відділу Першої кінної армії РСЧА під командуванням Будьонного.
З квітня 1921 року — уповноважений-референт Всеросійської надзвичайної комісії (ВЧК) РРФСР.
До листопада 1921 року — завідувач підвідділу друку агітаційно-пропагандистського відділу ЦК РКП(б). У листопаді 1921 — березні 1922 року — завідувач інструкторського відділення підвідділу друку агітаційно-пропагандистського відділу ЦК РКП(б). У березні — травні 1922 року — завідувач підвідділу друку агітаційно-пропагандистського відділу ЦК РКП(б).
Одночасно — редактор тижневика Агітпропу ЦК ВКП(б) «Красная печать», секретар Російської асоціації пролетарських письменників (РАПП). З 1923 року — політредактор журналу «На литературном посту». Один із організаторів письменницької групи «Октябрь». У 1920-х роках підтримував дружні стосунки з багатьма відомими радянськими письменниками та поетами.
У 1923—1924 роках — член редакційної колегії журналу «Большевик» у Москві, активно боровся із «лівою опозицією».
У 1925 році — завідувач агітаційно-пропагандистського відділу Закавказького крайового комітету РКП(б). З 1925 по січень 1926 року — завідувач відділу друку Закавказького крайового комітету РКП(б).
У січні — листопаді 1926 року — кореспондент ТАРС у місті Тегерані (Іран). З листопада 1926 по січень 1927 року перебував у розпорядженні ЦК ВКП(б). З 1926 по 1928 рік був активним учасником троцькістської «лівої опозиції».
У 1927 році працював завідувачем політпросвітом відділу народної освіти Орловської губернії.
18 грудня 1927 року рішенням XV з'їзду ВКП(б) виключений із партії як активний член «троцькістської опозиції». У грудні 1927 року заарештований органами ОДПУ, засуджений до заслання в місті Бійську.
У листопаді 1928 році відновлений у членах ВКП(б). З 1928 по 1934 рік — на господарській і літературній роботі.
20 грудня 1934 року заарештований органами НКВС. 13 січня 1935 року вдруге виключений з ВКП(б). 16 січня 1935 року засуджений до 5 років позбавлення волі у виправно-трудових таборах. У грудні 1939 року звільнений. З січня по лютий 1940 року проживав у Грузинській РСР. 26 лютого 1940 року заарештований органами НКВС. 7 червня 1941 року засуджений до страти, 27 липня 1941 року розстріляний.
Посмертно реабілітований 28 березня 1959 року.

## Основні праці
- Ворошилов: робітничий вождь Червоної армії. М.; Л.: Держвидав, 1926
- Коротка історія партії комуністів. М.: Держвидав, 1920
- «Правда» та ліквідаторство // Шлях «Правди»: матеріали та спогади. До десятирічного ювілею. 1912-1922, 1923
- Радянський друк (1922-1923 рр..) (Зб. Ст.), 1924.
- Травневе свято комунізму (Перше Травня), 1919
- Політичні партії та російська революція. М.: Красная новь, 1922
- Партія меншовиків та російська революція. М.: Красная новь, 1922
- Російський пролетаріат та світова війна, 1924
- Есерівські вбивці та соціал-демократичні адвокати, 1922
- Більшовизм після жовтня, 1925
- Преса більшовизму, 1925
- Епоха воєн та революцій, 1925
- Велика Жовтнева революція, 1919
- Більшовицький з'їзд без Леніна (Про XIII З'їзд РКП), 1925